# Kernkraftwerk Saxton
Das Kernkraftwerk Saxton (englisch Saxton Nuclear Experimental Generating Station) war ein kleinerer US-amerikanischer experimenteller Druckwasserreaktor, der mit leichtem Wasser betrieben wurde. Die Anlage befand sich unmittelbar östlich eines bestehenden Kohlekraftwerks bei Saxton in Bedford County im US-Bundesstaat Pennsylvania.

## Reaktor
Der experimentelle Druckwasserreaktor mit 3 MW Leistung (= 23,5 MW-thermisch) wurde mit leichtem Wasser betrieben. Der Reaktorbehälter und das Reaktorkühlsystem befanden sich in einem Sicherheitsbehälter aus Stahl. Der stählerne Sicherheitsbehälter war ein 33 Meter hoher gerader Zylinder mit einer halbkugelförmigen Kuppel und einem eingebetteten halbkugelförmigen unteren Deckel. Die Anlage wurde zur Stromerzeugung unterirdisch an einen bestehenden Turbogenerator der unmittelbar benachbarten Saxton Steam Generating Station der Pennsylvania Electric Company angeschlossen.

## Geschichte
Die Gesellschaft Saxton Nuclear Experimental Reactor Corporation, Teil von GPU Nuclear und Eigentümer der Anlage, betrieb von 1961 bis 1972 den experimentellen Druckwasserreaktor. Der Bau der Saxton Nuclear Experimental Generating Station begann im Februar 1960.
Der Kernreaktor und die zugehörigen Systeme wurden von der Westinghouse Electric Corporation entworfen. Der Reaktor diente vor allem als Forschungs- und Trainingsanlage für Wissenschaftler, Ingenieure und Betreiber von Atomkraftwerken. Während des ab November 1967 laufenden Betriebs wurde mit verschiedenen Arten von Brennelementen experimentiert, darunter auch mit Plutonium-Uran-Mischoxiden (MOX), und einer chemischen Kontrolle der Kernreaktion. Es wurde auch die Verwendung von Brennelementen mit unterschiedlichen Brennstoffen zusammen im selben Kern sowie die Verwendung von Brennstoffen mit unterschiedlichen Mantelmaterialien erprobt. 
Die Anlage wurde im Mai 1972 vorläufig stillgelegt. Bis 1974 und von 1987 bis 1992 wurden Teile der Anlage abgebaut. Die komplette Stilllegung begann 1998; Reaktor und Dampfgenerator wurden per Zug in ein Lager in Barnwell (South Carolina) transportiert. Nach Abschluss des Rückbaus und der Dekontaminierung beendete die Nuclear Regulatory Commission (NRC) 2005 die Betriebslizenz.
Abgesehen von einiger elektrischer Infrastruktur, die als Teil des lokalen Stromnetzes verblieb, wurden die oberirdischen Strukturen komplett abgerissen und entfernt.

## Daten der Reaktorblöcke
Das Kernkraftwerk Saxton hatte nur einen Block:
| Reaktorblock | Reaktortyp                | Netto- leistung | Brutto- leistung | Baubeginn    | Netzsyn- chronisation | Kommer- zieller Betrieb | Abschal- tung |
| ------------ | ------------------------- | --------------- | ---------------- | ------------ | --------------------- | ----------------------- | ------------- |
| Saxton       | Druckwasserreaktor PWR 25 | 22,5 MW         | 3 MW             | Februar 1960 | März 1967             | November 1967           | Mai 1972      |